# Метоп
Метопът (на старогръцки: μετόπη - „чело“) е правоъгълна или квадратна плоча между триглифите, един от главните елементи на фриза в античната и класическа архитектура. Най-често е мраморна и украсена с релефни изображения. Метопът е характерен главно за Дорийския стил.

## Възникване
Метопът възниква още в далечните времена, когато гърците строят храмовете си от дървени трупи, с цел да се закрият празнините между краищата на покривните греди. Триглифите всъщност се намират на мястото на челата на тези греди, а метопите – в пространството между тях. Когато започват да се изграждат храмове от камък, триглифите и метопите се запазват, не заради някаква конструктивна необходимост, а поради факта, че схемата изглежда добре позната на хората. Постепенно те се превръщат в декоративен елемент от фриза.

## Архаичен период
През Архаичния период между 7 и 4 век пр.н.е. те се правят от теракота и се оцветяват с ярки цветове или живописни изображения. Над и под метопите, леко изнесени напред, се правят малки хоризонтални отстъпи от плочи, наречени тения. Релефните фигури се опират на плочите под тях.
Най-ранната, сравнително добре запазена храмова декорация, е тази при храма на Аполон в Термон, Етолия, и датира от 7 век пр.н.е. Фризът е украсен с редица квадратни теракотни метопи, с изображения на митологични сцени. Черните фигури са с ясно очертан контур и ограничени до относително второстепенни детайли като драпериите. Женските фигури са оцветени допълнително в бяло. Техниката напомня ярко оцветените чаши за пиене от остров Хиос.

## Релефни метопи
Най-ранните примери за релефни метопи се предполага, че са тези в храма на Акропола на Селинус, античен град в днешна Турция, датирани между 620 и 580 г. пр.н.е. Стилът на скулптурите по метопите, които са разположени само на източната фасада, е прекалено първичен и груб. Следват тези от централния храм в източната част на долния град Селинус, от началото на 5 век пр.н.е. При тях се наблюдава значително подобрение, но те все още принадлежат към архаичния стил. Още по-усъвършенствани са метопите в Южния храм, създадени през втората половина на същия век. Някои от метопите и релефите по тях са издялани от туф, а други – от мрамор.

## Класически период
През Класическия период мраморните плочи започват да се украсяват с все по-сложен нисък или висок релеф, който подчертава конструкцията на композицията. Изображенията по метопите на предната и задна фасада на храма са такива, че насочват погледа или към центъра, през който преминава оста на симетрия, или към ъглите на сградата. Тези по страничните фасади имат направление в една и съща посока. По такъв начин композицията на фриза, независимо от прекъсванията от триглифите, създава впечатление за едно общо движение, насочено обикновено към центъра на главната фасада.
На всички метопи на атинския Партенон релефите изобразяват битки между лапитите, митично племе от великани, и кентаврите. Символизират борбата между хаоса и реда, между цивилизацията и варварството, като лапитите представляват реда, а кентаврите – хаоса. На някои изображения печелят лапитите, на други – кентаврите. В изработването на някои от релефите все още има следи от архаичния стил, докато други са съвършени.
Римските форми на дорийския стил, с техните триглифи и метопи, имат по-малки размери и изглеждат по-светли и по-изящни от гръцките.
В по-късни времена метопите изчезват и целият фриз се свежда до една единна повърхност. Това се наблюдава дори и в някои древни образци на дорийския стил.